# Arrodets
Arrodets es una comuna francesa situada en el departamento de Altos Pirineos, en la región de Occitania.

## Demografía
| 54 | 46 | 40 | 36 | 29 | 19 | 21 |
| Para los censos de 1962 a 1999 la población legal corresponde a la población sin duplicidades (Fuente: INSEE [Consultar]) |    |    |    |    |    |    |